# Spogostylum longipenne
Spogostylum longipenne är en tvåvingeart som först beskrevs av Macquart 1840.  Spogostylum longipenne ingår i släktet Spogostylum och familjen svävflugor.
Artens utbredningsområde är Irak. Inga underarter finns listade i Catalogue of Life.